# Große-Seen-Schiff

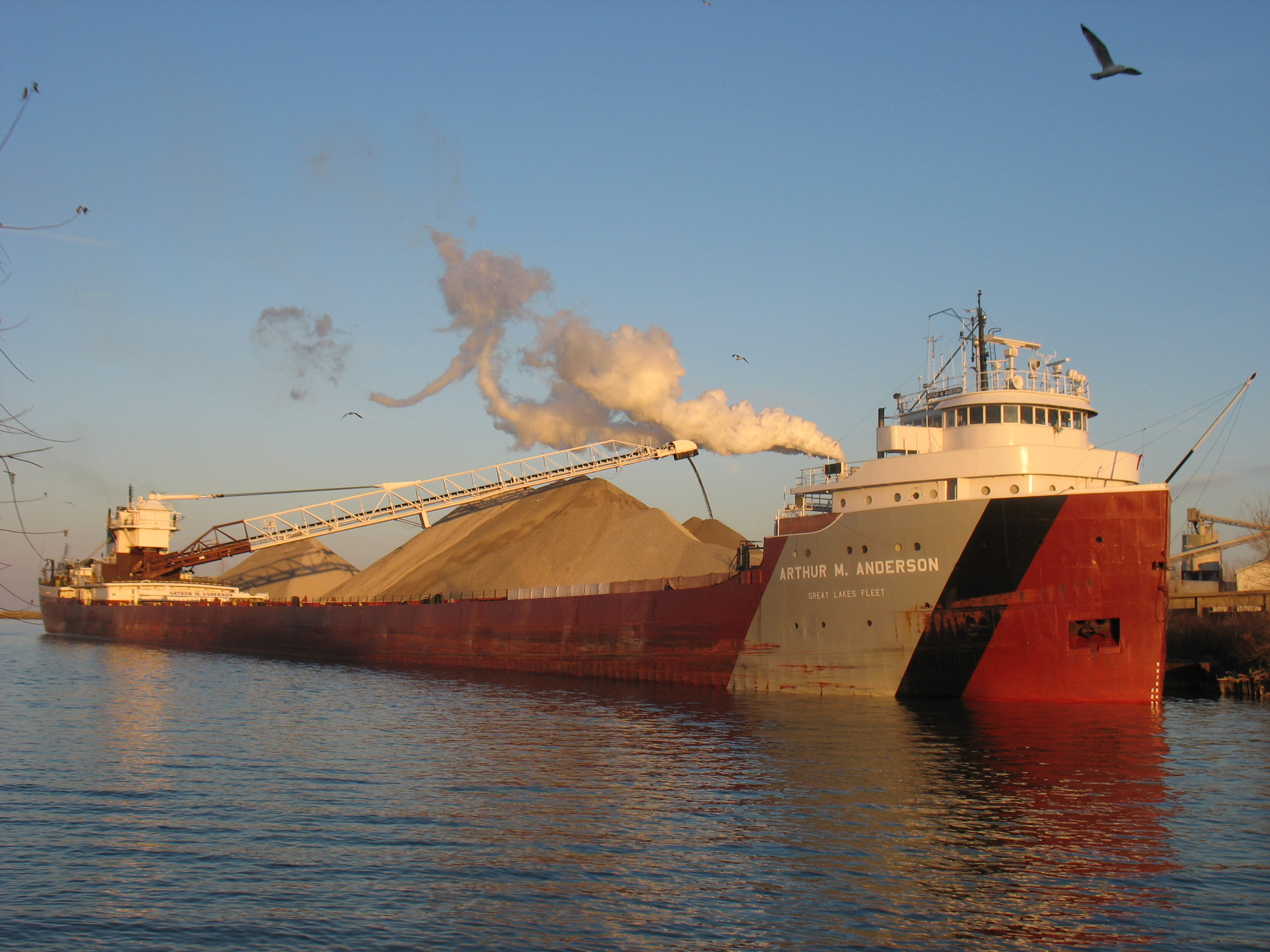
Die Arthur M. Anderson, ein klassischer Laker mit Selbstentlader

Große-Seen-Schiffe, auch Große-Seen-Fahrt-Schiffe (englisch Great Lakes freighter, Lake freighter, Laker oder Lake boats) sind Schiffe, die ausschließlich oder überwiegend auf den Großen Seen zum Transport von Massengutladungen verwendet werden.
Die Gruppe der Große-Seen-Schiffe bildet im weiteren Sinne eine eigene Schiffsart, aber keinen homogenen Schiffstyp. Gemeinsames Kennzeichen der Schiffe ist der Massenguttransport auf den Großen Seen und der Betrieb durch amerikanische und kanadische Reedereien. Letzteres ist bedingt durch den Jones Act, der Schiffe unter ausländischen Flaggen von der Kabotage ausschließt.

## Einzelheiten

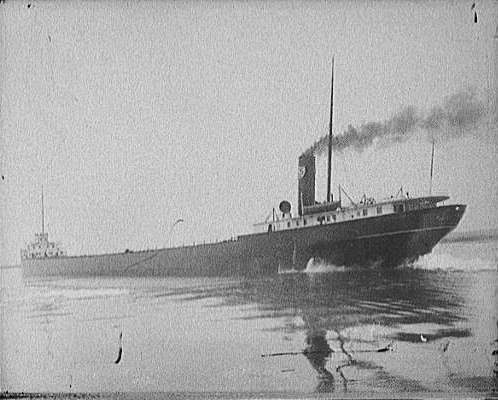
Die Daniel J. Morrell (Aufnahme zwischen 1900 und 1920)

Innerhalb dieser Gemeinsamkeit gibt es zahlreiche Gruppen von Schiffen.
Es gab schon lange vor der Erfindung des Dampfschiffs Schiffe, die auf besondere Erfordernisse der Große-Seen-Fahrt abgestimmt waren (beispielsweise die der Walrücken und Segelschifftypen, mit denen Schnittholz transportiert wurde). Ab Ende des 19. Jahrhunderts bildete sich ein eigener Baustil der als Laker bekannten Massengutschiffe heraus. Die traditionellen Große-Seen-Schiffe sind lang und relativ schmal, haben ein vorne angeordnetes Deckshaus mit Brückenaufbauten, einen langen mittleren Laderaum und einen zweiten flacheren Aufbau über der ganz achtern gelegenen Maschinenanlage. In den letzten Jahrzehnten wurden jedoch immer mehr Schiffe mit der auch bei Seeschiffen vorherrschenden Bauart mit ganz achtern gelegener Maschinenanlage und darüber angeordnetem Deckshaus mit Brückenaufbauten in Fahrt gebracht. Die äußere Erscheinung heutiger Neubauten ähnelt daher der normaler Massengutschiffe.
Der Beginn der Ausrüstung mit einem weiteren Merkmal eines großen Teils der besprochenen Schiffe, die Selbstentladevorrichtungen, wird regelmäßig mit dem Umbau des 65 Meter langen hölzernen Schiffes Hennepin zum Selbstentlader im Jahr 1902 gleichgesetzt. Bald darauf folgten weitere und auch größere Um- und Neubauten. 1908 wurde die Wyandotte gebaut; sie war der erste Neubau eines auf die Große-Seenfahrt ausgelegten Selbstentladers. In den Jahren 1920 bis 1960 erhöhte sich der Anteil der Selbstentlader immer weiter, und seit 1965 wurden nahezu ausschließlich Schiffe dieses Typs gebaut. Die Schiffe ohne Selbstentladevorrichtungen werden straight decker (deutsch: Geraddecker) genannt und gehören überwiegend kanadischen Reedereien.

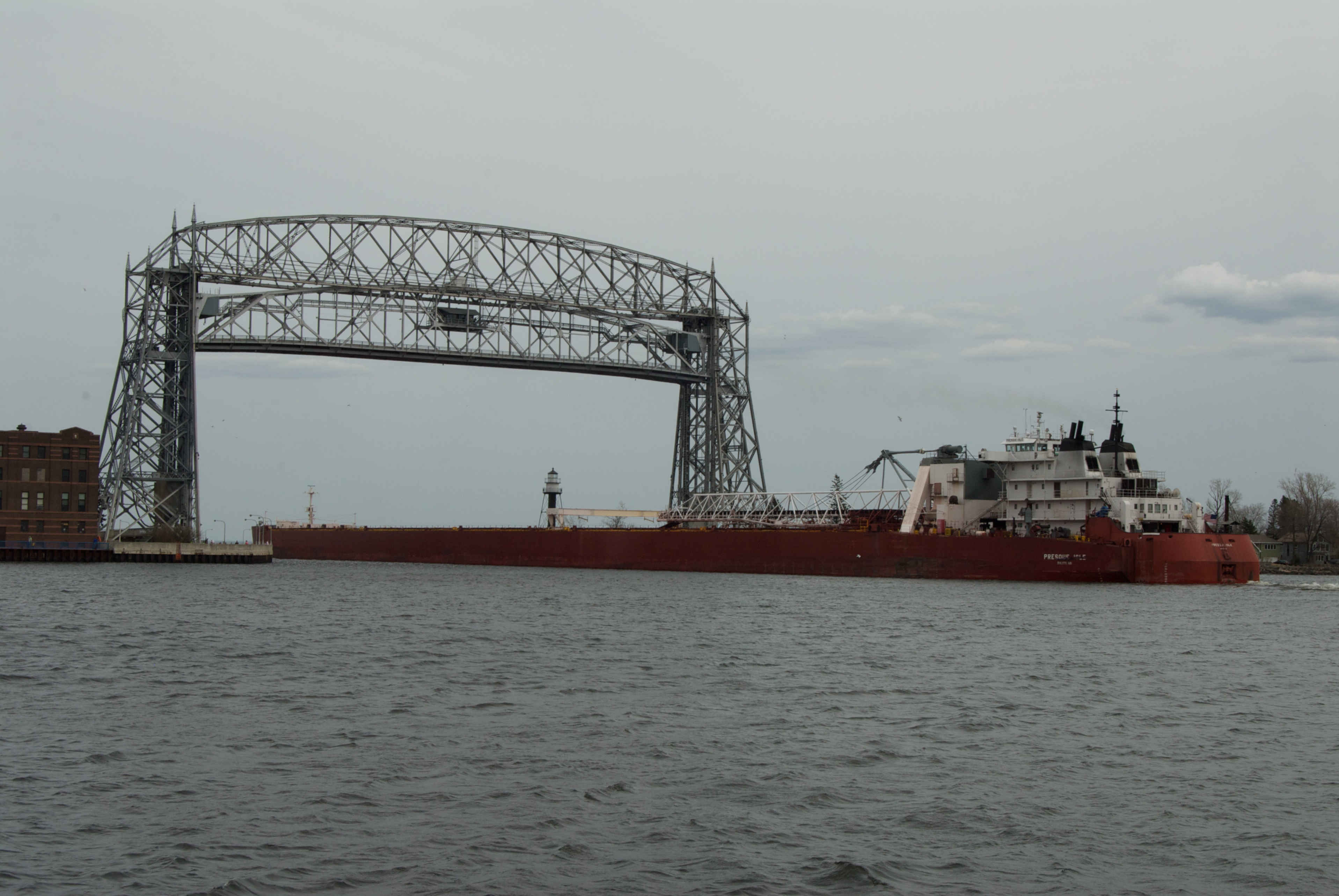
Schubverband Presque Isle

Eine weitere Unterscheidung ist die in echte Laker und sogenannte Salties (deutsch etwa: Salzies).
Die meisten Schiffe auf den Großen Seen wurden oder werden Jahrzehnte länger genutzt als Seeschiffe. Letztere werden durchschnittlich nach 25 bis 30 Jahren verschrottet.
Das Süßwasser greift die Schiffskörper erheblich weniger an als Meerwasser.
Außer den originär für den Betrieb auf den Großen Seen gebauten Schiffen gibt es zahlreiche Seeschiffe, die (zum Beispiel durch Verlängerung) an die Verhältnisse dieses Fahrtgebietes angepasst wurden.

## Dimensionierung
Abhängig vom vorgesehenen Fahrtgebiet gibt es verschieden große Laker. Ein besonders bekanntes Maß ist der Seawaymax, der gerade noch die Schleusen des Sankt-Lorenz-Seewegs, der Verbindung zwischen den Großen Seen und dem Atlantik, passieren kann. Schiffe dieser Art sind 226 m lang, 24 m breit, haben einen Tiefgang von 7,9 m und eine Höhe über der Wasseroberfläche von maximal 35,5 m. Seawaymax-Schiffe können etwa 28.500 Tonnen Ladung befördern. Seawaymaxschiffe, die zudem seegängig sind, ergo auch Seehäfen außerhalb der Großen Seen bedienen können, werden als Salties bezeichnet. Zu den Salties zählen auch eine Reihe von Schubverbänden, meist Articulated Tug Barges, die Häfen der Großen Seen mit amerikanischen Ostküstenhäfen verbinden.
Darüber hinaus gibt es größere (echte) Laker, deren Maße ihren Einsatz auf die Großen Seen beschränken. Diese größeren Schiffe sind bis zu 308 Meter lang und verfügen über Tragfähigkeiten von bis zu 72.000 Tonnen.